# Liste der Ministerpräsidenten der Türkischen Republik Nordzypern
Der Ministerpräsident der Türkischen Republik Nordzypern ist der Regierungschef des Landes. Das Amt besteht in dieser Form seit der Unabhängigkeitserklärung des Staates am 15. November 1983. Amtierender Ministerpräsident (Premierminister) ist seit dem  12. Mai 2022 Ünal Üstel.
| #   | Name                             | Bild | Beginn            | Ende              | Partei                    |
| --- | -------------------------------- | ---- | ----------------- | ----------------- | ------------------------- |
| 1   | Mustafa Çağatay                  |      | 15. November 1983 | 13. Dezember 1983 | Ulusal Birlik Partisi     |
| 2   | Nejat Konuk                      |      | 13. Dezember 1983 | 19. Juli 1985     | Ulusal Birlik Partisi     |
| 3   | Derviş Eroğlu                    |      | 19. Juli 1985     | 1. Januar 1994    | Ulusal Birlik Partisi     |
| 4   | Hakkı Atun                       |      | 1. Januar 1994    | 16. August 1996   | Demokrat Parti            |
| (3) | Derviş Eroğlu                    |      | 16. August 1996   | 13. Januar 2004   | Ulusal Birlik Partisi     |
| 5   | Mehmet Ali Talat                 |      | 13. Januar 2004   | 23. April 2005    | Cumhuriyetçi Türk Partisi |
| —   | Serdar Denktaş (kommissarisch)   |      | 23. April 2005    | 26. April 2005    | Demokrat Parti            |
| 6   | Ferdi Sabit Soyer                |      | 26. April 2005    | 5. Mai 2009       | Cumhuriyetçi Türk Partisi |
| (3) | Derviş Eroğlu                    |      | 5. Mai 2009       | 23. April 2010    | Ulusal Birlik Partisi     |
| —   | Hüseyin Özgürgün (kommissarisch) |      | 23. April 2010    | 14. Mai 2010      | Ulusal Birlik Partisi     |
| 7   | İrsen Küçük                      |      | 14. Mai 2010      | 13. Juni 2013     | Ulusal Birlik Partisi     |
| 8   | Sibel Siber                      |      | 13. Juni 2013     | 2. September 2013 | Cumhuriyetçi Türk Partisi |
| 9   | Özkan Yorgancıoğlu               |      | 2. September 2013 | 15. Juli 2015     | Cumhuriyetçi Türk Partisi |
| 10  | Ömer Kalyoncu                    |      | 15. Juli 2015     | 16. April 2016    | Cumhuriyetçi Türk Partisi |
| 11  | Hüseyin Özgürgün                 |      | 16. April 2016    | 2. Februar 2018   | Ulusal Birlik Partisi     |
| 12  | Tufan Erhürman                   |      | 2. Februar 2018   | 20. Mai 2019      | Cumhuriyetçi Türk Partisi |
| 13  | Ersin Tatar                      |      | 20. Mai 2019      | 23. Oktober 2020  | Ulusal Birlik Partisi     |
| 14  | Ersan Saner                      |      | 9. Dezember 2020  | 5. November 2021  | Ulusal Birlik Partisi     |
| 15  | Faiz Sucuoğlu                    |      | 5. November 2021  | 12. Mai 2022      | Ulusal Birlik Partisi     |
| 16  | Ünal Üstel                       |      | 12. Mai 2022      | amtierend         | Ulusal Birlik Partisi     |